# Полушин, Сергей Николаевич
Серге́й Николаевич Полу́шин (укр. Сергій Миколайович Полушин; 1 апреля 1970, Стаханов, Украинская ССР, СССР) — украинский футболист, защитник.

## Карьера
В 1988 году играл за «Вагоностроитель» из Стаханова. После распада СССР остался в «Стахановце», за который, в Первой лиге Украины дебютировал 17 марта 1992 года в матче против херсонского «Кристалла».
25 августа 1994 года в матче против кировоградской «Звезды» дебютировал в алчевской «Стали», в которой в Первой лиге сыграл более 300 матчей.
В Высшей лиге дебютировал 12 июля 2000 года в матче против киевского «Арсенала».

## Достижения
- Победитель Первой лиги Украины (1): 2004/05
- Серебряный призёр Первой лиги Украины (1): 1999/00
- Бронзовый призёр Первой лиги Украины (1): 1995/96